# ジャイアニズム 〜ナイトメアのくせに生意気だぞ〜
『ジャイアニズム 〜ナイトメアのくせに生意気だぞ〜』（ジャイアニズム ナイトメアのくせになまいきだぞ）は、日本のヴィジュアル系グループナイトメアが2006年5月10日に発売したメジャーデビュー後初のベストアルバムである。

## 内容・概要
メジャーデビューシングル『- Believe -』から8枚目のシングル『livEVIL』までのすべてのA面曲と、いくつかのカップリングとアルバム収録曲から選曲され、リマスタリングされた全18曲で構成されている。収録曲はシングル曲を入れるということを前提にメンバー一人一人が入れたい曲を話し合い、それにスタッフの意見を参考にして決定された。決定する際には、ほとんど全員の意見は一致していたらしい。柩曰く「レベル1から18まで上がっていく感じ」とのこと。また、本作品のインタビューを受けた時点でRUKAは一度もこのアルバムを通して聴いていなかった
。
初回限定盤と通常盤の2パターンリリースで、初回限定盤はスリーブケースとフォトブックレット付の特別パッケージ仕様となっており、ジャケットのデザインも通常盤とは異なる。また、価格も異なっており、初回限定盤は税込3200円と割高になっている（通常盤は税込3000円である）。

### タイトルについて
タイトルの「ジャイアニズム」とは、『ドラえもん』に登場するジャイアンの考え方「お前の物は俺の物、俺の物も俺の物」のことであり、ナイトメアの結成当初からグループの精神として掲げているものである。それにちなんでサブタイトルも「ナイトメアのくせに生意気だぞ」とされている（『ドラえもん』の劇中でジャイアンの台詞に「のび太のくせに生意気だぞ」という台詞があるため）。
また、後日にインディーズ時代の曲を収録したベストアルバム『ジャイアニズム〜お前の物は俺の物〜』『ジャイアニズム〜俺の物は俺の物〜』が2枚同時リリース（再発）された。
余談だが、「ジャイアニズム」というタイトルではあるものの、ジャイアニズムシリーズの楽曲は一切収録されていない。

## 収録曲
1. Believe
メジャーデビューシングル。シングルには「- Believe -」と表記されているが、このアルバムのブックレットには「Believe」と表記されている。YOMIはこの曲を「インディーズからメジャーに変わった最初の曲だから、印象深い」と語っている。
2. 茜
2ndシングル「茜/HATE/Over」収録曲。
3. HATE
2ndシングル「茜/HATE/Over」収録曲。RUKAはこの曲で自分の書きたい歌詞がはっきりしたと語っている。
4. Over
2ndシングル「茜/HATE/Over」収録曲。テレビ東京系全国ネットテレビアニメ「コロッケ！」エンディングテーマ。
5. M-aria
1stアルバム「Ultimate Circus」収録曲。表記はされていないが「(天下布武ver.)」である。
6. Mind Ocean〜喪失は雪と共に〜
1stアルバム「Ultimate Circus」収録曲。
7. 極東乱心天国
1stアルバム「Ultimate Circus」収録曲。ライブでの演奏率がかなり高く、毎回のように演奏されている。
8. Varuna
3rdシングル。柩はこの曲を境に「繊細になってきた」と言っている。
9. Flora
3rdシングル「Varuna」のカップリング曲。
10. 東京傷年
4thシングル。
11. トロイメライ
4thシングル「東京傷年」のカップリング曲。咲人はちゃんとした歌詞を書いたのがこの曲が初めてだと言っており、そのときから自分の中で歌詞を強く意識するようになったらしい。
12. シアン
5thシングル。
13. 月の光、うつつの夢
5thシングル「シアン」のカップリング曲。
14. トラヴェル
2ndアルバム「リヴィド」収録曲。
15. 時分ノ花
6thシングル。
16. 惰性ブギー
6thシングル「時分ノ花」のカップリング曲。この曲では新弥はウッドベースを使用している。
17. Яaven Loud speeeaker
7thシングル。
18. livEVIL
8thシングル。